# Вашингтонски поморски споразум
Вашингтонски поморски споразум (енгл. Washington Naval Treaty) био је међународни споразум између победника Првог светског рата са циљем да се спречи трка у наоружавању тако што ће се ограничити производња морнаричке ратне опреме. Преговори су вођени у Вашингтону и трајали су од новембра 1921. до фебруара 1922.потписници споразума су били Велика Британија, САД, Јапан, Француска и Италија. Потписници споразума су се договорили да ограниче број ратних бродова, крстарица и носача авиона. Друге категорије ратних бродова укључујући и крстарице, разараче и подморнице нису биле ограничене одређеним бројем већ максималном запремином коју смеју да заузимају у води (енгл. displacement) и по овом споразуму је то било 10.160 метричких тона.
Накнадно су одредбе Вашингтонског поморског споразум измењен Лондонским поморски споразумом из 1930. и другим Лондонским поморским споразумом из 1936. међутим средином 1930-их Италија и Јапан су се повукли из споразума и друге потписнике ставилу у неодрживу ситуацију и тиме окончали њихово важење.

## Преговори
На првом пленарном састанку одржаном 21. новембра 1921. амерички секретар Чарлс Еванс Хјуз је представио амерички предлог. Он је накнадно предложио следеће:
- Десетогодишњу паузу у изградњи капиталних бродова укључујући и заустављање изградње већ почетих капиталних бродова.
- Демонтирање постојећих или планираних капиталних бродова да би се достигао следећи однос тонаже 5:5:3:1.75:1.75 између САД, Велике Британије, Јапана, Француске и Италије.
- Однос тонаже 5:5:3 између капиталног брода и секундарних пловила.

### Капитални бродови
Предлог који се тиче капиталних бродова је у највећој мери бритнска делегација прихватила, стим што је прихватање Хјузовог плана изазвало одређене контроверзе у британској јавности и противљење у Британској морнарици. Хјузов план је значио да ће се Британија одрећи своје надмоћи односно неће моћи да има адекватну флоту на Северном мору, Медитерану и Далеком истоку. Али поред свих противљења споразум је прихваћен. Велика Британија је већ увелико смањила свој војни буџет као последица кризе након рата.
Јапанска делегација је била подељена. Јапанска морнаричка доктрина је предвиђала да величина јапанска флота мора бити најмање 70% величине америчке флоте за случај да дође до рата са Сједињеним Државам (Јапанци су направили сценарио рата са САД, први сукоб би био са америчком пацифичком флотом а други са атлантском флотом и израчунали да однос 7:5 у корист Американаца је довољан за победу у првом а накнадно и у другом сукобу) отуда однос 5:3 илити 60% је био неприхватљив. Ипак директор делегације Като Томосауро је био за прихватање односа 5:3 у корист Американаца, процењујући да Јапан не може изаћи као победник из трке у наоружавању са Американцим имајући у обзир њихов БДП и величину што би потенцијално могло да доведе до економске кризе у самом Јапану. Његовм миљшењу се јако противио Като Канји који је представљао морнарицу у делегацији ипак Като Томосауро је успео да убеди врховну команду да прихвати Хјузов предлог стим што ће сам споразум изазвати контроверзе у Јапанској морнарици у наступајућим годинама.
Француска делегација је првобитно љутито одбила идеју да смање тонажу својих капиталних бродова на 177.800 метричких тона и захтевала 350.000 империјалних тона нешто мало више од Јапана. Ипак на крају су направљени неки уступци у вези крузера и подморница и Француска је прихватила предлог.
Било је доста дискусија о изузећу одређених ратних бродова. Првенствено је јапанска делегација желела да сачува свој најновији ратни брод „Муцу“ који је финансиран донацијама јапанских грађана. Ово је резултирало одредбом којом се дозвољава Сједињеним Државама и Великој Британији да направе своје бродове исте величине.

### Крстарице и разарачи
Хјуз је предложио да се и секундарни бродови (крстарице и разарачи) смање у истим пропорцијам као и капитални бродови међутим овај предлог су одбиле британска и француска делегација. Британски контра предлог је био да Британија има 450.000 империјалних тона због глобалних обавеза Британске империје а САД 300.000 империјалних тона и Јапан 250.000 империјалних тона. Стога је ограничење броја или тонаже крстарица у потпуности одбачена.
Уместо тога Британија је предложила да се све нове крстарице ограниче максималном запремином коју смеју да заузимају у води на 10.160 метричких тона и на топове калибра 203 mm. Ово би омогућило Великој Британији да сачува своје бродове типа „Хокинс“ чија је изградања већ била почела. Ово се уклапало са америчким плановима за крстарице у пацифику и јапанским плановима за крстарице типа „Фурутака“, па је овај предлог прихваћен.

### Подморнице
Током преговора Британија је тражила потпуну забрану подморница, оружја које је скоро довело до пораза у Првом светском рату. Међутим овај предлог није прошао првенстено због противљења Француске. Француска је тражила допуштење за 90.000 империјалних тона за подморнице. Конференција је завршена без договора о ограничењима за подморнице.

### Пацифичке базе
Члан XIX споразума је забрањивао Великој Британији, САД и Јапан градњу било кавих утврђења или морнаричких база у Пацифику. Ово је била велика победа за Јапан јер би у случају рата свако утврђење било британско или америчко представљало велики проблем за Јапан. Ово клаузула споразума је у основу значила да ће Јапан остати доминантна сила у Западном Пацифику и била је круцијална за пристанак Јапана на ограничења за капиталне бродове.

## Договорена ограничења
| Ограничења у метричким тонама |                   |               |
| Држава                        | Капитални бродови | Носачи авиона |
| Британска империја            | 533,000 тона      | 137,000 тона  |
| САД                           | 533,000 тона      | 137,000 тона  |
| Јапанско царство              | 320,000 тона      | 82,000 тона   |
| Француска                     | 178,000 тона      | 61,000 тона   |
| Италија                       | 178,000 тона      | 61,000 тона   |

Споразум је прецизно ограничио тонажу и конструкцију капиталних бродова и носача авиона и такође је ограничио величину индивидуалних бродова.
Тонажа бродова је дефинисана у члановима IV и VII (у табели) која отприлике даје следећи однос снага између држава потписница 5:5:3:1.75:1.75 (САД, Велика Британија, Јапан, Француска и Италија).
Квалитативна ограничења појединачних типова бродова су била следећа:
- Капитални бродови (ратни бродови и ратне крстарице) су ограничени на 35.560 метричких тона максималне запремине коју смеју да заузимају у води потпуно спремни за пут али без горива или резервоара за пијаћу воду и топовима калибра не већих од 16 инча. (Чланови  и )
- Носачи авиона су ограничени на 27.432 метричких тона максималне запремине коју смеју да заузимају у води и не више од 10 топова максималног калибра 203 mm. Међутим свакој држави потписниц је дозвољено да користи два постојећа капитална брода као носаче авиона са ограничењем максималне запремине коју смеју да заузимају у води од 33.528 метричких тона за сваки брод појединачно. (Чланови  и )
- Сви други ратни бродови су ограничени на 10.160 метричких тона максималне запремине коју смеју да заузимају у води и топове максималног калибра 203 mm. (Чланови  и )

Споразум је такође прецизно одредио у поглављу II које индивидуалне бродове свака морнарица може да задржи укључујући и допуштење Сједињеним Државама да заврше своје два брода класе Западна Вирџинија а Велика Британија да направи два нова у складу са одредбама споразума.
Поглавље II одељак 2 је такође прецизирао шта је потребно урадити да се брод не може више користити у војне сврхе. Поред потапања или растављања бродова дозвољено је било да се један ограничени број бродова претвори у мете или у пловила за обуку под условом да је сав оклоп, наоружање и све друге битне ставке за борбу уклоњене. Такође је било дозвољено да се неки претворе у носаче авиона.

## Последице споразума
Вашингтонски споразум је означио крај дугог периода константног увећања производње ратних бродова. Многи бродови који су тада били у изградњи су били демонтирани или претворени у носаче авиона. Одредбе споразума су биле поштоване и касније су биле продужене Лондонским поморски споразумом из 1930. Међутим средином 1930-их морнарице су поново почеле да праве ратне бродове и њихова снага и величина је поново почела да расте. Други Лондонски поморским споразумом из 1936. је имао за циљ да продужи важење Вашингтонског споразум до краја 1942. али у одсуству Јапана и Италије тај циљ није остварен.